# Egon Gerson

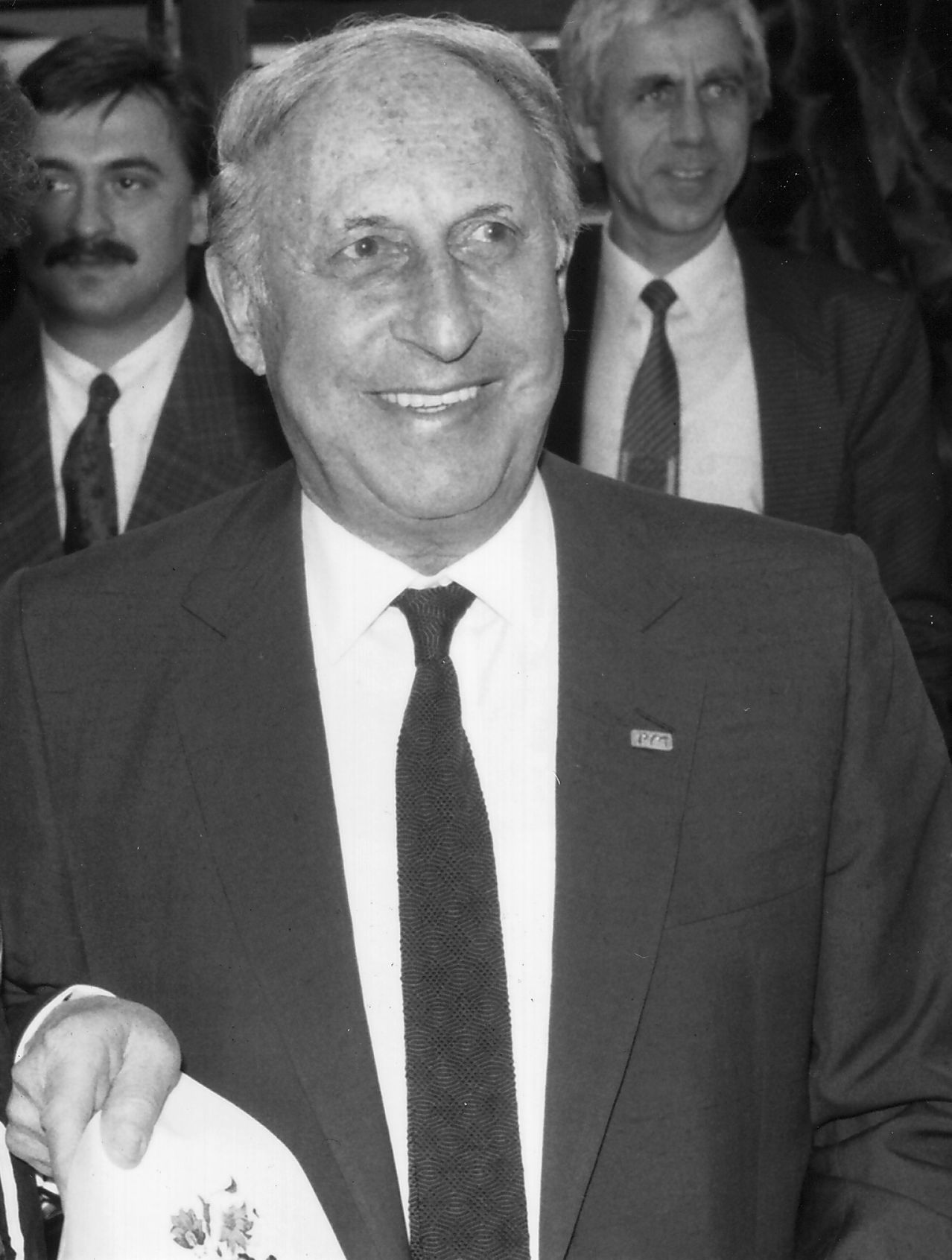
Egon Gerson (1986)

Egon Gerson (geb. 8. Juni 1913 in Berlin; gest. 18. Dezember in Frankfurt am Main 1998) war ein deutscher Unternehmer. Die Firma Gerson Pelze des Kaufmanns in Frankfurt am Main  gehörte zu den bedeutendsten Pelzeinzelhandlungen in Europa, mit der größten Kürschnerwerkstatt Deutschlands. Das große, luxuriöse Ladenlokal hatte 21 Schaufenster. Es befand sich auf der Bahnhofsseite der Düsseldorfer Straße, Hausnummer 1–7, Ecke Niddastraße, am äußeren Rand des ehemaligen Welt-Pelzhandelszentrums Niddastraße.

## Biografie

### Frühe Jahre
Die Familie Gerson, in Berlin ansässig, hatte ihre Wurzeln in der alten Pelzmetropole Leipzig. Egon Gersons Vater hatte enge Geschäftsbeziehungen mit dem Elektronikkonzern AEG, was, nach Aussage des Juniors, zu seinem Gesamtnamen Alfred Egon Gerson inspiriert hatte. Nach dem Besuch eines humanistischen Gymnasiums begann er ein Jurastudium. 1933, zur Zeit der Machtübernahme der Nationalsozialisten floh die Familie nach Palästina. Der Junior musste seine Berufspläne grundlegend ändern. Er gründete die Firma Taxi Aviv, ein erfolgreiches Transportunternehmen mit etwa 100 Mitarbeitern.

### Rückkehr nach Europa

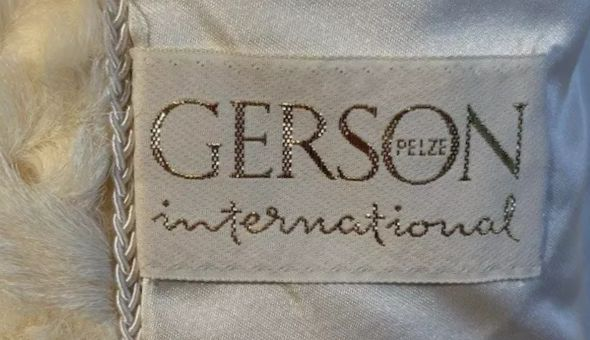
„Gerson Pelze international“, Webetikett in einem Pelzmantel

Nach Ende des Zweiten Weltkriegs kam er im Jahr 1947 nach Europa zurück, zunächst nach Paris. Vier Jahre später ging er nach Frankfurt am Main, wo er Kontakte zur Pelzbranche knüpfte. Mit einem Kompagnon gründete er ein Jahr später sein Geschäft, das er später allein führte.
Für die Mode des Konzerns war Egon Gerson nicht zuständig, hatte jedoch einen Blick dafür, „man muss genau wissen, was man für Kunden hat“, betonte er. „Er war vor allem Kaufmann, Pelz war für ihn eine faszinierende Sache, weil das Material sehr eng an den Weltmarkt angeschlossen ist, sehr schwankend in Preis und Währung, größere Schwankungen üblich sind als in anderen Produktionen. […] Schon in einem Jahr gibt es Unterschiede von der ersten zur dritten Auktion von zwanzig bis dreißig Prozent.“

### Privatleben
Im Alter von 71 Jahren hielt er weiter regelmäßig seine Bürozeit ein, seine Arbeit bezeichnete er jetzt als eine Art Hobby. Er besuchte noch häufig die Pelzauktionen, auf denen er in Skandinavien und London oft ein wichtiger Käufer gewesen war und großes internationales Ansehen genoss. Hobbys waren auch das Skilaufen, Frühsport und Gymnastik, sportliches Autofahren, dazu das Studium von drei bis vier Zeitungen am Tag, insbesondere internationale Wirtschaftsblätter.
Egon Gerson starb im Dezember 1998 nach kurzer Krankheit im Alter von 85 Jahren. Seit acht Jahren hatte er sich im Ruhestand befunden, hatte aber in der Zeit noch großes Interesse am Pelzhandel gezeigt. Er wurde auf dem Neuen Jüdischen Friedhof in Frankfurt beigesetzt.

## Gerson Pelzmoden

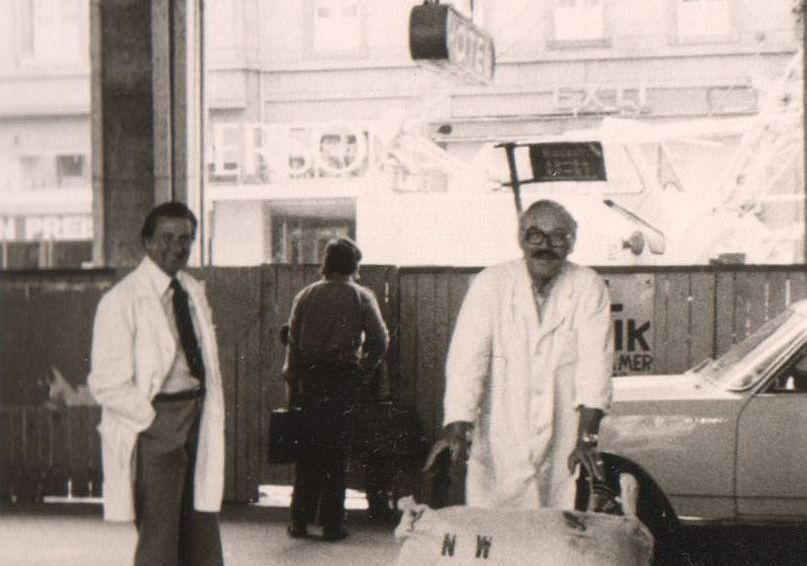
Rohfellanlieferung an der Niddastraße. Im Hintergrund Pelzhaus Gerson (1973)

Im Jahr 1955 ist das Unternehmen Gerson & Schermann erstmals auf der Frankfurter Ottostraße Nr. 10 im Fachverzeichnis der Pelzbranche eingetragen. Spätestens 1966 lautete der Eintrag Egon Gerson, Düsseldorfer Str. 1–7, spätestens 1973 (bis 1989) Gerson Pelzmoden. Von Anfang an war der Betrieb als Handwerksbetrieb geplant und seit seinem Beginn der Kürschnerinnung angeschlossen. Im Jahr 1986 beschäftigte das Unternehmen 116 Mitarbeiter und außer Haus etwa 140 Zwischenmeister. Bis 1988 hatte der Betrieb über 100 Lehrlinge ausgebildet, unter denen sich regelmäßig Bundes- und Landessieger befanden. Der Leiter der Bundes-Pelzfachschule, Ludwig Brauser, bezeichnete die dortige Lehrlingsausbildung als „vorbildlich in der Bundesrepublik“.
Im Pelzdreieck des Frankfurter Bahnhofsviertels sowie in den direkt angrenzenden Straßen befanden sich 31 Ladengeschäfte des Pelzgroßhandels, Stand 1983. Sie waren hauptsächlich oder ganz auf den Wiederverkauf an ein Fachpublikum ausgerichtet. Sie hatten jeweils eines bis acht Schaufenster, die in der Regel einfach oder gar nicht dekoriert waren. Kleinere Geschäfte des Pelzeinzelhandels am Rande des Pelzviertel befanden sich in passanten- und verkehrsmäßig besonders frequentierten Straßen. Eine Ausnahme bildete das Pelzmodehaus Gerson, direkt gegenüber der Niddastraße, auf der Düsseldorfer Straße, an der Stelle eher eine Durchgangs- als eine Einkaufsstraße. Mit ihren vielen, aufwändig gestalteten Fenstern hob sie sich von den Großhandelsbetrieben ab und stach unter den Einzelhandelsbetrieben hervor. Als Grund für diese Geschäftslage wurde in einer Studie angenommen, „die, an diesem Platz optimale Verkehrsanbindung und die damit verbundene gute Erreichbarkeit besonders auch für auswärtige Kunden, […] ebenso wie die Fühlungsvorteile, die sich aus der Nähe des Großhandelszentrums im großen Dreieck und dessen Umgebung ergeben. Ansonsten ist der bevorzugte Standort für hochspezialisierte Geschäfte des gehobenen Bedarfs, also insbesondere auch für Pelzeinzelhandelsgeschäfte, nicht das Bahnhofsviertel, sondern die Alt- und Innenstadt“.

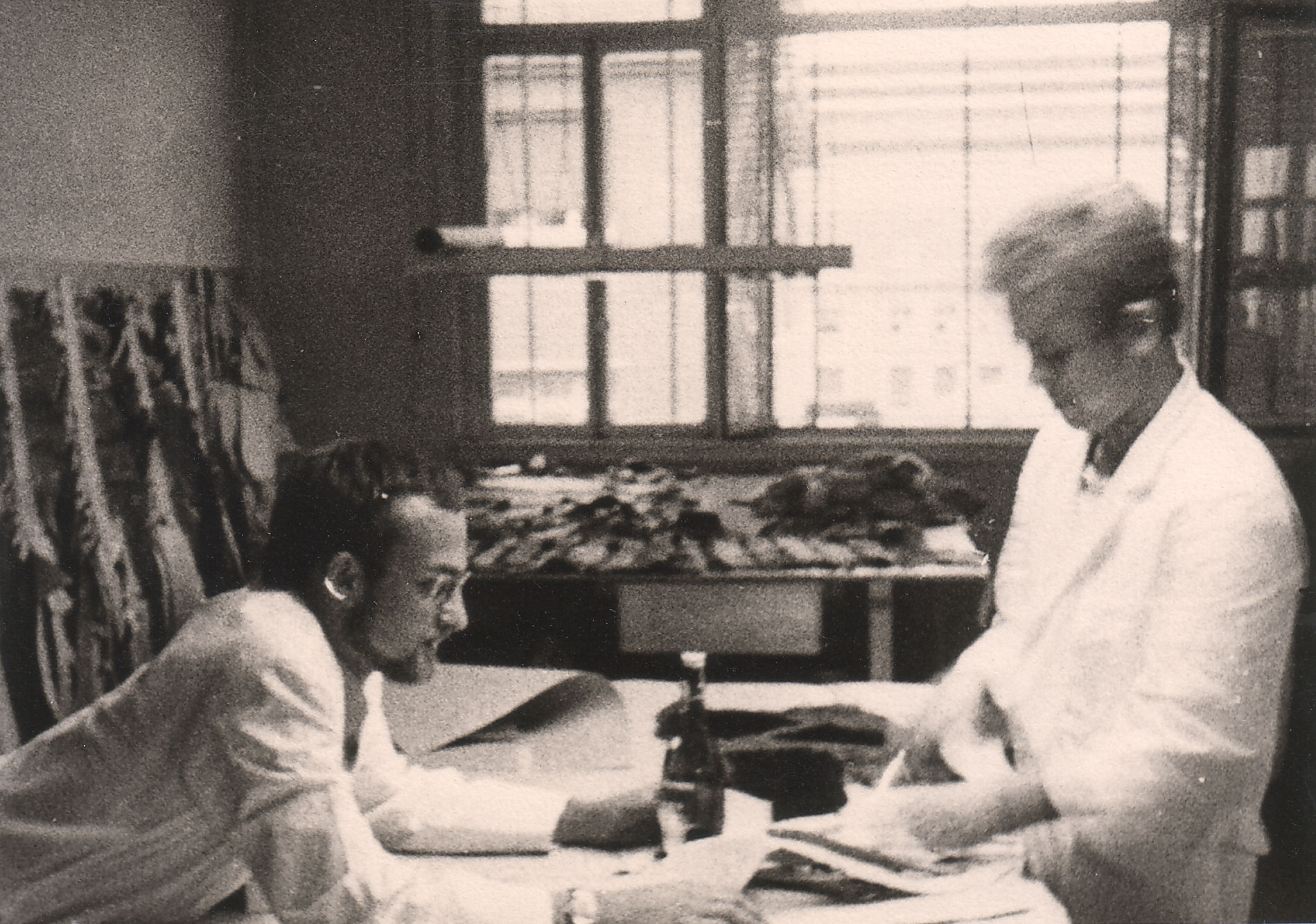
Die Kürschner Reinhold-Martin Biel und Jürgen Grecker in der Kürschnerwerkstatt Gerson (ca. 1968)

Eine Rechnung des Jahres 1968 nennt neben der Frankfurter Zentrale Filialen in Gelsenkirchen, Wiesbaden, Recklinghausen, Hamburg und Bochum. Aufwändige Modenschauen wurden teils in mehreren der Städte gezeigt. Als 1973 in Düsseldorf Werner Jordan sein Pelzunternehmen aufgab, übernahm Gerson Pelzmoden die Geschäftsräume auf der dortigen Friedrichstraße 17.
Nach seiner Aussage sah Gerson für seinen Betrieb keinen geeigneten Nachfolger. 1979 verkaufte er die Firma an die Boecker-Gruppe. Es wurde vereinbart, dass er den Unternehmensteil noch fünf Jahre leiten soll, tatsächlich führte er ihn jedoch noch bis 1990.
Am 5. März 2012 erfolgte die Löschung der am 20. Januar 2005 im Handelsregister eingetragenen Egon Gerson GmbH & Co. KG, Frankfurt am Main, Düsseldorfer Straße 1–7.

### Kontroversen und Auszeichnungen

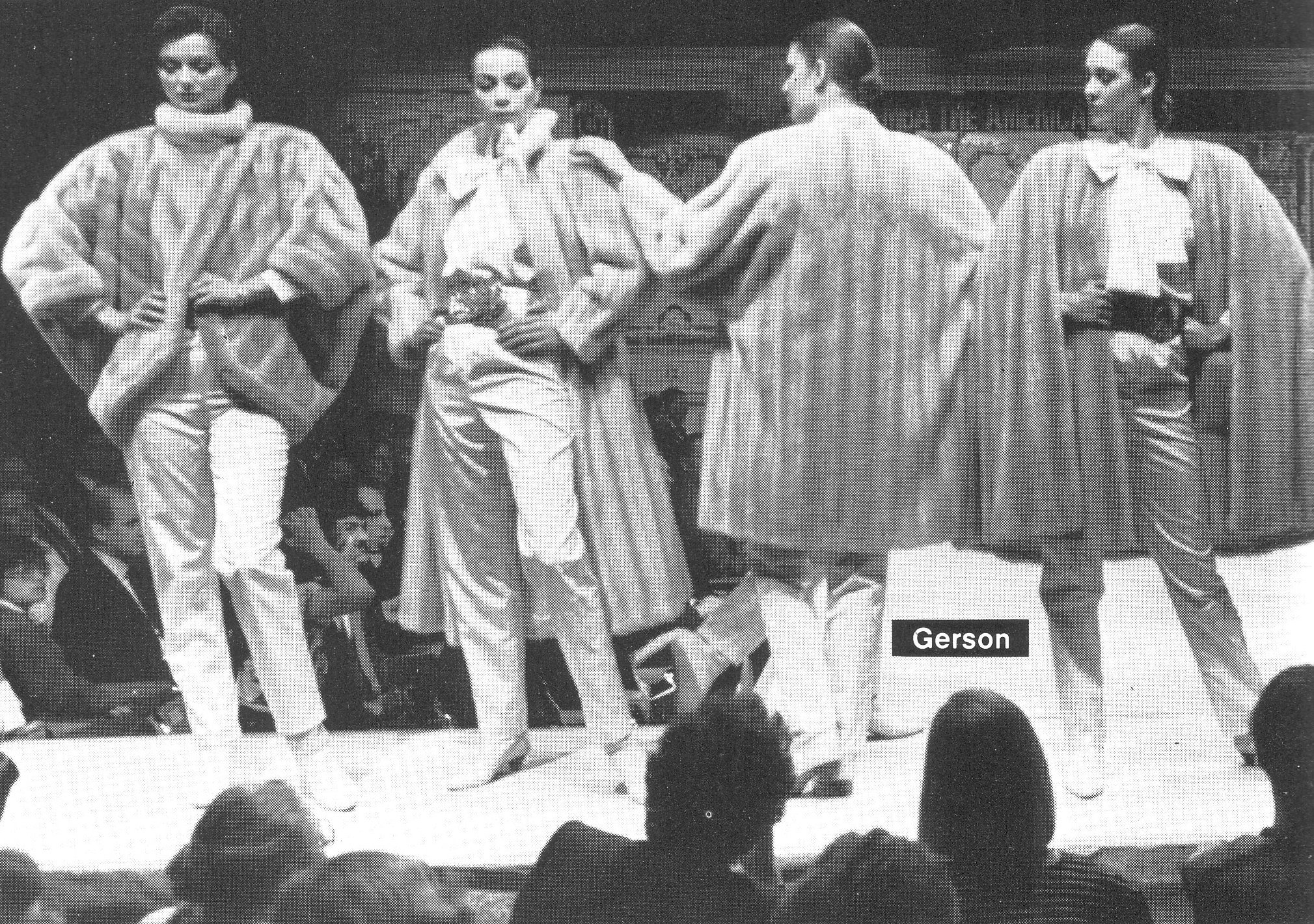
Gerson Modelle auf einer Modenschau (1983)

Im Jahr 1973 erklärte eine Fachzeitschrift, dass die Firma Gerson-Pelze das größte Pelzeinzelhandelsunternehmen Deutschlands sei. In einer anschließenden Diskussion hieß es entsprechend einer Pressemeldung, dass Gerson, einen Umsatz von knapp unter 20 Millionen Mark erziele. Das nicht als reines Pelzhandelsunternehmen anzusehende Boecker in Essen, das eigene Pelzfachgeschäfte beziehungsweise Pelzabteilungen unterhielt, war bei der Angabe nicht berücksichtigt worden, ebenso die Kaufhäuser, wie C&A, dessen Umsatz in Pelzen weit über 50 Millionen Mark lag. Zum Pelzhaus Christen in Wuppertal, das im Bundesgebiet zu der Zeit zehn Geschäfte unterhielt, meinte ein Firmenbeauftragter, dessen Umsatz läge weit über 20 Millionen. Erwähnt wurde noch die Münchener Firma Rieger-Pelze, von der die genauen Umsatzzahlen nicht bekannt waren. Dem Pelzversandgeschäft Güma ließ Gerson, wie der Spiegel 1964 berichtete, untersagen, es würde Pelze »außergewöhnlich niedriger Preise« verkaufen.
Im Jahr 1982 kam es zu einer heftigen Auseinandersetzung mit den im Zentralverband zusammengeschlossenen Kürschnerkollegen, bei gleichzeitiger Bekundung der unstreitigen Verdienste Egon Gersons um die Pelzbranche. Nun als Teil eines Konzerns mit Hauptschwerpunkt auch im Textilbereich wollte man die Egon Gerson oHG vom Design-Wettbewerb des deutschen Kürschnerhandwerks ausschließen. Dies eskalierte derart, dass der Kürschnerverband 1983 den Wettbewerb ausfallen ließ. Gleichzeitig fanden gerichtliche Auseinandersetzungen statt, über die Mitgliedschaft konzernähnlicher Betriebe mit vielen Filialen (Pelzhaus Egon Gerson oHG, Boecker KG in Augsburg, Hüster Verwaltungsgesellschaft KG in Essen). Im Oktober 1984 entschied das Oberlandesgericht Frankfurt, dass die Pelzhäuser Gerson und Malkowsky (Dortmund), beide von Boecker übernommen, die wesentlichen Voraussetzungen eines Handwerksbetriebs erfüllen und deswegen aus kartellrechtlichen Gründen von einem bundesweiten Handwerkswettbewerb nicht ausgeschlossen werden dürfen. Eine von Kürschnern beantragte Revision beim Bundesgerichtshof blieb erfolglos. Insgesamt errang Gerson, neben vielen anderen Preisen der Branche, 17 der begehrten jährlichen Goldmedaillen des Zentralverbands des Kürschnerhandwerks.
- 1983, Goldene Nadel der Pelzmotte, eine vom Rifra-Fachverlag, Murrhardt gestiftete Auszeichnung für besondere Verdienste „um die internationale Pelzwirtschaft“
- 1984, Verdiensturkunde für beispielhafte Leistungen in der Berufsbildung junger Menschen (Bundespräsident Karl Carstens)[2]
- 1990, Verdienstkreuz am Bande des Verdienstordens der Bundesrepublik Deutschland[2][23]